# Henri Losch
Pour les articles homonymes, voir Losch.
 (décembre 2012).
Henri Losch, né le 16 juillet 1931 à Diekirch et mort le 26 décembre 2021, est un enseignant, acteur, scénariste et linguiste luxembourgeois. Étant enseignant en retraite de la ville de Luxembourg et chargé de cours de diction au conservatoire d'Esch-sur-Alzette, acteur de théâtre et de cinéma, membre du Lëtzebuerger Theater 1962-1973, cofondateur du TOL, scénariste de deux grandes productions de cinéma, Déi zwéi vum Bierg et De falschen Hond, réalisé par Hei Elei, travailleur indépendant de RTL, conférencier et présentateur de concerts, membre honoraire du Comité Alstad, il s'est occupé depuis 1990 de la langue luxembourgeoise et a donné des cours de luxembourgeois.
Il est le neveu de Martin Losch, le fondateur du Garage Losch. Il est le père de Patrick Losch, le Président de la Fondation Hëllef fir d'Natur de natur&ëmwelt.

### Auteur
- Grouss a Kleng am Krich, Edit. RTL 1985
- De falschen Hond: eng filmesch Adaptatioun vum Nikolaus Hein séngem Verräter, CNL 1988
- Piccolo, Saxo, Compagnie, e musikalescht Märchen, 1990
- Tun Deutsch, Edit. Saint-Paul, 1995
- Eng Zaubertéingeschicht, e musikalescht Märche mam OPL, Musek vum Jean-Paul Frisch, 1998
- En drolege Schlasshär, Edit. Saint-Paul, 2002
- Am grujelegen Tunnel, Edit. Saint-Paul, 2003
- E Bouf erzielt, Edit. Guy Binsfeld, 2004
- En Däiwelsgesiicht, Edit. Saint-Paul, 2005
- Chrëschtdag hautdesdaags, e Chrëschtmusical, Musek vum Georges Urwald, 2006
- Häerzerkinnek. E Krimi, Édit. Guy Binsfeld, 2007
- Lëtzebuerg, e Land a seng Leit, Imprimerie Centrale, 2007
- De Geescht an där aler Brauerei e Roman fir Kanner mat Biller vum Patty Thielen, kids saint-paul, 2009
- Koppeges a Bosseges. E Schoulmeeschter erzielt. Edit. Guy Binsfeld 2012.
- D'Rennscheier - E Guide erzielt. Edit. Guy Binsfeld 2015.
- Mamer Meng Gemeng - Wissenswertes aus Geschichte, Geographie und Kultur. Edit. Revue, 2015[3]
- Mamer Ma commune - Informations concernant sa géographie, son histoire et sa culture. Edit. Revue, 2015
- De Kregéiler - E Frënd vun der Natur erzielt. Edit. Guy Binsfeld 2017.
- Sympatesch Kauzen. Edit. Guy Binsfeld 2018.
- Studentendreem viru sechzeg Joer. Galerie, 36e année, N.3, 2018.
- 3 clever Butzen. LEADER Lëtzebuerg West, 2019.

### Coauteur
- Eis Sprooch: Kuurz Geschichten Extraserie Nr 7. Action Lëtzebuegesch, 1986
- 100 Joer Dicks: 1891-1991 Comité Alstad, 1991
- 100 Joer Useldénger Musek: 1895-1995. Useldange: Fanfare Sainte-Cécile, 1995
- DA LASS, eng audio-visuell Method fir Lëtzebuergesch ze léieren, Minist.Éduc.Nation. 1999
- Voll Natur: dat Bescht vu Panewippchen & co Éd. Guy Binsfeld, 2002
- Michel Rodange 1827–1876, Minist.Éduc.Nation. 2002[4]
- Grammaire vun der Lëtzebuerger Sprooch, Minist.Éduc.Nation. 2005
- Les verbes luxembourgeois / D'Lëtzebuerger Verben zesumme mat: Braun, Josy, Marianne Johanns-Schlechter, Josée Kauffmann-Frantz, Geneviève Magnette-Barthel, 2005. Ministère de l'éducation nationale et de la formation professionnelle, Service de la formation des adultes. Éd. Guy Binsfeld. 234 p.  (ISBN 978-2-495-00026-0).
- Iwwer Bierg an Dall: Lëtzebuerger Auteuren op der Rees, Éd. Guy Binsfeld, 2005
- D'Messer am Réck., Éd. Guy Binsfeld, 2006
- Iwwer Grenzen., Éd. Guy Binsfeld, 2007
- E Buch am Zuch. Initiativ Freed um Liesen, 2009, 2011, 2017, 2022
- 100 Jahre Feuerwehrverband Kanton Capellen Capellen: Feuerwehrverband, 2010
- Commémoration Anne Beffort, Mamer 2010, Cercle philatélique, 2010
- Saz fir Saz: Texter iwwer Musek, Éd. Guy Binsfeld, 2010
- Am anderen Ende der Lichtung : Luxemburger Autoren über Leben, Tod und Trauer, Éd. Guy Binsfeld, 2010
- Erënnerungsraim: Texter iwwer Konscht, Kultur a Kollektiounen, Éd. Guy Binsfeld, 2013
- Fester feiren: Texter iwwer Uläss, Gäscht a Festivitéiten Éd. Guy Binsfeld, 2014
- Lies de bal, zesumme mat Cathy Clement, Lucien Blau, Josy Braun, Tullio Forgiarini, Pol Greisch, Jhemp Hoscheit, Nico Graf, Roger Manderscheid, Editions Saint-Paul , Editions Guy Binsfeld, 2014, 2020
- Wat war an wat ass: 75: 1945-2020: d‘Erënnerungsbuch vum Useldinger Fussballveräin F.C. Jeunesse Useldange, 2020

### Traducteur
- Charles Dickens : E Wantermäerchen, Edit. Guy Binsfeld 1998.
- Dieter Konsek : D'Julie an d’Dramvillercher, Edit. Guy Binsfeld 2000.
- Debbie Lavreys : Wat ass da mam Mound lass?, Edit. Guy Binsfeld 2006.
- Lëtzebuerg, e Land a seng Leit, Imprimerie Centrale, 2007 (du Luxembourgeois en Allemand, Français et Anglais)
- Sarah Salmona: Esou sinn ech. ALAN. 2016

### Production en collaboration
- Brochure pédagogique à l'occasion de la représentation théâtrale: Mississippi-Boys de Ed Maroldt, Ville de Luxembourg, 1983
- Michel Rodange Owend 2001: Programm, Comité Alstad, 2001
- Deutsch Luxemburgisches Wörterbuch, 2004, Edit. Saint-Paul
- 100 Joer Marcel Reuland, CNL, 2005
- Dictionnaire Français Luxembourgeois, 2006, Edit. Saint-Paul
- Lieux de mémoire nr. 4, Thanksgiving 1944 zu Uselding, 2018, Ripevusch[5]

## Filmographie

### Comme acteur
- 1983 : Congé fir e Mord, par Paul Scheuer
- 1984 : E Fall fir sech, par Menn Bodson et Marc Olinger
- 1985 : Déi zwéi vum Bierg, par Menn Bodson, Marc Olinger et Gast Rollinger (TV)
- 1989 : De falschen Hond, par Menn Bodson, Marc Olinger et Gast Rollinger (TV)
- 1989 : Mumm Sweet Mumm, par Paul Scheuer, Georges Fautsch et Maisy Hausemer
- 1992: Haute Tension, Episode Adieu marin[6],[7]
- 1992 : E Liewe laang, par Menn Bodson, Marc Olinger a Gast Rollinger
- 1993 : Three Shake-a-Leg Steps to Heaven, par Andy Bausch
- 1997 : Lorenz im Land der Lügner, par Jürgen Brauer
- 2010 : Schockela, Knätschgummi a brong Puppelcher, par Andy Bausch
- 2012 : D'Belle Époque, par Andy Bausch
- 2013 : D'Fifties zu Lëtzebuerg, par Andy Bausch
- 2018 : Superjhemp Retörns, par Felix Koch

### Comme scénariste
- 1985 : Déi zwéi vum Bierg
- 1989 : De falschen Hond

### Comme voix d'emprunt
- 2015 : De klenge Prënz , voix de l'aviateur (Antoine de Saint-Exupéry)
- 2017: Jean Nicolas Raus. Ingenieur luxembourgeois en Russie et en Pologne, Document audiovisuel par Philippe Leydenbach (en luxembourgeois et en français)
- 2018: Den Tram, émission sur RTL
- 2022: Den Henri Losch erzielt Seeërcher a Legenden, LiteraTour, Gemeng Beetebuerg (publication posthume)

## Audio
- Henri Losch : E Bouf erzielt - Eng gewéinlech, ongewéinlech Kannerzäit am Krich, CD Audio, lu par l'auteur, Éditions Guy Binsfeld, September 2007, 11 histoires, 72 minutes
- De Grompere Kinnek: Eng flott Geschicht, 2007
- Pétrusse Express: la voix du guide touristique en luxembourgeois

## Distinctions et commémoration
- 1985: Concours littéraire Actioun Lëtzebuergesch: 2. Prix (Nouvelle), Den Hielännerstack

- 2006: Poème de Josy Braun à l'occasion du 75e anniversaire de Henri Losch[8]

- 25.05.2016: Soirée 85. Anniversaire de Henri Losch, Centre national de littérature (Mersch), Ministère de la Culture du Luxembourg

- 15.01.2022: Soirée Henri Losch sur RTL

## Reportages et publicités
- 1991: 100 Joer Dicks, Hei Elei Kultur, 23.11.1991
- 2020: Publicité pour la Caisse Médico-Complémentaire Mutualiste Luxembourg
- 2021: Dikrich TV avec Sandy Lahure

## Interviews et articles
- Monsieur-Monsieur (Henri Losch), In: Luxemburger Wort, 19.10.1973
- DAS TOTALE THEATER „Ennerwee“, ein Stück von Pol Greisch, uraufgeführt vom „Théâtre Ouvert Luxembourg“. In: Luxemburger Wort, 27.01.1978.
- Le Quichotte interpreté par Henri Losch, In: Luxemburger Wort, 25.06.1980
- Don Quichotte (Henri Losch) tel qu'il surgit de l'imagerie de notre enfance, In: Luxemburger Wort, 28.06.1980
- Misch Bock und Henri Losch als eigenbröterische Rentner. Zwei Figuren wie aus einem Stück von Becket, d'Lëtzebuerger Land, 22.01.1982
- Deemols, wéi d'Naziën hei waren. "Déi Zwéi vum Bierg" ab diesem Sonntag im "Hei elei kuck elei". Ein Fernsehfilm über dunkle Zeiten. In: Télécran 26.01.1985
- "De Brëcker" [De falschen Hond]. In: Revue 05.04.1989.
- Henri Losch: Der Gentleman des Luxemburger Theaters. In: Lëtzebuerger Sonndesblad S 06.04.1997.
- Vun Zauberinnen, Ritter a Buergen an der Kannerliteratur. In: LiteraTour, S.8-9. 26.02.2003
- Am grujelegen Tunnel. In: LiteraTour, S.9. 25.02.2004.
- Wider das Vergessen: Henri Losch. In: Revue (n.39), S.106-109. 25.09.2004.
- Henri Losch: E Bouf erzielt: Eng gewéinlech, ongewéinlech Kannerzäit am Krich. In: Livres-Bücher-n.10, S.15. 15.10.2004
- La guerre racontée par un enfant. Henri Losch vient de sortir "E Bouf erzielt", il y relate son enfance durant les heures noires de la Seconde Guerre mondiale. In: Le Quotidien 29.10.2004
- Eng gewéinlech, ongewéinlech Kannerzäit am Krich. In: LiteraTour, S.16-17. 24.11.2004
- Losch, Henri: E Bouf erzielt. In: Galerie 23, S.296-297. 2005
- Entre Résistance et résistances. Les films documentaires luxembourgeois ayant pour sujet la Deuxième guerre mondiale, de "Pour la Liberté" à "Heim ins Reich". In: Lëtzebuerger Kino, S. 44-55. 2005.
- "Friedhof der Kuscheltiere" meets "Fünf Freunde". Im Zeitalter von Handys und Computerspielen könnte sich Henri Loschs Krimi Häerzerkinnek als spannende Alternative zur Glotze erweisen. In: d'Lëtzebuerger Land 18.10.2007.
- "Das Reisen ist anders geworden" In: Schéi Vakanz, Das informative Reisemagazin der Unternehmensgruppe Sales-Lentz. Nummer 30, S.22-23, Juli 2010.
- Interview: Henri Losch - Koppeges & Bosseges. YouTube, binsfeldmultimedia. 28.11.2012
- Henri Losch, en engagéierte Schoulmeeschter Luxemburger Wort, 26.04.2013
- Reportage: E Schoulmeeschter erzielt... Koppeges an Bosseges, vum Henri Losch. Eldoradio, 2013
- Henri Losch - Ech soe JO zum Awunnerwahlrecht. YouTube, Platforme Migrations et Integrations. 29.05.2015
- Live! Planet People mam Henri Losch RTL, 03.12.2015
- Lecture vun heiheem: "D'Rennscheier vum Henri Losch". RTL Kultur 01.02.2016.
- Zum 85. von Henri Losch: Alles Guddes "Här Lehrer"! Luxemburger Wort, 15.07.2016.
- De Freides-Invité vum 15. Juli: Henri Losch RTL Radio Lëtzebuerg 15.07.2016.
- Nei um Bichermaart: De Kregéiler - E Frënd vun der Natur erzielt RTL Kultur, 13.10.2017
- Den Henri Losch am Gespréich mam Jean-Claude Majerus Radio 100,7 , 06.11.2017
- Elefantengedächtnis, Henri Losch In: Revue, S.30-31. 08.11.2017
- Lecture vun heiheem: "De Kregéiler - e Frënd vun der Natur erzielt" Henri Losch RTL Kultur 08.01.2018.
- Lecture vun heiheem: "Sympathesch Kauzen" vum Henri Losch. RTL Kultur 02.08.2018.
- Witzige Geschichten über schrullige Typen. In: Lëtzebuerger Journal, 10.08.2018
- Alles begann mit einem Comic. In: Lëtzebuerger Journal, 22.08.2018.
- Invité am Moies-Magazin: Henri Losch. Radio 100,7 , 10.12.2018
- Herz und Seele des Mameranus: Hohe Lions-Auszeichnung für Henri Losch. In: Luxemburger Wort, 05.04.2019.
- Buch vun der Woch: D'Rennscheier vum Henri Losch. RTL Radio, 06.08.2019.
- Die Faszination von Kriegsbildern in Zeiten von Corona. In: Luxemburger Wort, 26.03.2020.
- RTL Afterwork: mam Henri Losch RTL Radio, 19.04.2021-24.04.2021
- Ein Dorf als Stellvertreter. In: Luxemburger Wort, S.13, 26.07.2021.
- Henri Losch - Ons zerschloen Dierfer - MHsD. YouTube, Diekirch Museums, 23.11.2021
- Presentatioun: Den Henri Losch erzielt Seeërcher a Legenden, Commune de Bettembourg YouTube, 11.04.2022 (publication posthume)

## Divers
Henri Losch travaillait également durant des années comme guide touristique, entre autres pour l’agence de voyage Sales-Lentz. Au cours de sa vie, il a pu visiter une cinquantaine de pays à travers le monde comme touriste et guide.
En 1987, il était représentant de la délégation luxembourgeoise au Sommet de la Francophonie à Québec, Canada.